# The Sims 4: Старшая школа
The Sims 4: Старшая школа (англ. The Sims 4 High School Years) – двенадцатое дополнение к компьютерной игре The Sims 4, выход которого состоялся 28 июля 2022 года. Дополнение включает в себя старшую школу как игровую локацию, которую могут посещать симы-подростки, а также принимать участие во внеклассных мероприятиях. Дополнения также расширяет взаимодействия для подростков.
«Старшая школа» стала первым расширением в истории франшизы, добавляющим школу как игровой участок. До этого выпускались дополнения, посвящённые образованию касались только университета. Уже давно фанаты серии выражали желание наблюдать за процессом учёбы симов-детей, на этом основании команда решила сделать тематическое дополнение. Они должны были учитывать, чтобы дополнение не было похоже на «Университет» и сосредоточились на расширении игрового процесса для подростков, учитывая что создателей The Sims 4 долгое время ругали за слабую проработанность этой возрастной стадии. Создатели также хотели отразить в дополнении модные тренды, популярные у подростков поколения Z и сотрудничали с домом моды Depop.
Дополнение получило смешанные оценки со стороны игровых критиков, которые похвалили «Старшую Школу» за расширение игрового процесса, связанного с подростками и впечатляющую коллекцию мебели с одеждой, однако игровой процесс связанный со школой критиковался за свою поверхностность, да и в целом негативную оценку получило множество «кроличьих нор» в игре — участков или событий со скрытыми от игрока действиями, начиная с парка аттракционов, заканчивая внеклассными мероприятиями.

## Игровой процесс
Дополнение вводит старшую школу в городке Коппердейл (англ. Copperdale) как игровую локацию и значительно расширяет взаимодействия для подростков. В школе подростки могут заводить дружеские, романтические отношения, а также разыгрывать других учеников, украшать шкафчики, принимать участие как в традиционных школьных мероприятиях — уроках, экзаменах и обедах, так и во внеклассных мероприятиях, например, играть в американский футбол, стать чирлидерами, посещать шахматный или компьютерный клуб. 

Дополнение вводит старшую школу, как игровую локацию

Школа также организовывает выпускные балы, но необходимо иметь хорошие оценки, чтобы туда попасть. Чтобы добиться успехов в школе, надо приходить на занятия, выполнять домашние задания и не допускать ссор с учителями или другими учениками. Игрок может изменять вид школы. Обычное посещение школы включает два занятия и паузу для обеда. Для большего успеха игроку требуется выполнить ряд заданий в течение школьного дня, аналогично устроены управляемые карьеры в дополнении «На Работу». Сим может игнорировать задания и пропускать занятие, но это плохо скажется на его или её успеваемости.
Коппердейл является аллюзией на старинный сельский американский городок, он поделён на три квартала. Согласно предыстории, он был основан семьёй Прескоттов, чьи потомки являются одной из базовых семей в городке. В Коппердейле располагается особняк директора школы, библиотека. Также симы могут посетить центр моды для подростков «ThrifTea» или парк развлечений, где можно покататься на таких аттракционах, как, например, колесо обозрения, дом с привидениями, туннель любви или сделать снимки в фотобудке. В городке также имеется пирс «Пламбит», идеально подходящий для первого свидания.
Дополнение расширяет взаимодействия для подростков, добавляет им уникальные черты характера и взаимодействия, недоступные более старшим персонажам. Только этой возрастной категории доступно несколько уникальных жизненных целей — например стремление стать законодателем моды, искать везде «драму» или попытаться получить максимум от жизни. Подростки могут устраивать сражения подушками или сбегать из дома. Дополнение вводит коллекцию модной одежды бренда Depop, которую можно купить за симолеоны в приложении Trendy. Подростки могут определять, какая одежда им нравится, а какая — нет, продавать свои наряды через внутриигровое приложение, стать «симфлюэнсерами» или устроиться работать в комиссионный магазин. «Старшая Школа» также вводит «Кролика общения» — социальную сеть, доступную в телефоне сима, где можно оставлять посты о произошедших событиях, писать сообщения другим симам, отвечать им или ставить лайки.  
| Основной список расширений  | Описание                                                                                           |
| --------------------------- | -------------------------------------------------------------------------------------------------- |
| Главная тема дополнения     | Старшая школа, мероприятия для подростков                                                          |
| Новый игровой мир           | Коппердейл                                                                                         |
| Стиль нового игрового мира  | Северный американский городок скалистых гор                                                        |
| Новый тип участка           | Старшая школа, аудитория, секонд-хенд                                                              |
| Расширение геймплея         | Старшая школа, как игровой участок, регби, чирлидеры, социальная сеть, драка подушками             |
| Новые навыки                | Предприниматель                                                                                    |
| Новые интерактивные объекты | мяч для регби, аттракционы, фотобудка, школьная доска, школьный шкафчик, торговый автомат, трибуна |
| Фантастические элементы     | Нет                                                                                                |
| Стиль мебели                | смешанный, мебель для подростков, ар-деко                                                          |
| Предметы коллекционирования | нет                                                                                                |
| Новый вид смерти            | смерть от зловонной капсулы, смерть от встречи с городской легендой                                |
| Фантастические элементы     | «Городская легенда» как действие пакостного характера, призрак в фотобудке                         |

## Разработка
Разработчики вместе с дополнением хотели предоставить игрокам возможность настраивать школьные занятия на свой вкус до того, как симы достигнут совершеннолетия. Старшая школа присутствует в базовой версии The Sims 4 как скрытая локация, которую должны посещать симы-подростки. Ранее команда выпустила похожее дополнение, но в нём основное действие происходит в университете. Учитывая, что школы как «кроличьи норы» присутствовали во всех играх серии The Sims, фанаты уже давно мечтали о том, чтобы понаблюдать за процессом учёбы и школьной жизни симов. Поэтому, несмотря на тематическую схожесть с «Университетом», «Старшая школа» стала первым дополнением в истории франшизы, добавляющим эту возможность, учитывая, что дополнения к The Sims 4, как правило, повторяют темы дополнений из предыдущих игр серии The Sims. 
Работа над дополнением началась с создания школы, как игровой локации, а все остальные нововведения в дополнении построены вокруг неё. Старший гейм-дизайнер Джессика Крофт подчеркнула, что школа Коппердейла — это координационный центр для подростков, где они могут выстраивать отношения, изучать себя и подобрать свой стиль. Она также сравнила школу с позвоночником дополнения, с события, происходящие вокруг подростка и его реакции на это — душой. С самого начала команда задумывала школьный участок, как полностью настраиваемую локацию, позволяя игроку создать школу в желаемом стиле, что является важным игровым опытом. Работая над дополнением, создатели учитывали потенциально схожею тематику «Университета» и «Старшей Школы» — оба дополнения посвящены образованию и поэтому команда должна была удостовериться, чтобы игровой материал двух расширений не был схожим, так особый акцент был сделан на мероприятиях, уникальных для школы, а не университета, а также особенностях подростковой жизни и драмах. Работая над дополнением, команда в том числе вдохновлялась такими сериалами, как «Ривердейл» и «Эйфория». 
С точки зрения игрового процесса «Старшая школа» схожа с дополнением «На Работу», где имеются три профессии и связанные с ними специальные игровые участки. Ранее игроки долгое время выражали недовольство по поводу проработанности подростков в The Sims 4, слишком похожих на взрослых персонажей. Участки для игрового мира Коппердейл создавались совместно с членами игрового сообщества — MsGryphi, xfreezerbunnyx, JOL1990 и другими. Разработчики уделяли особое внимание усовершенствованию искусственного интеллекта, чтобы переработать взаимоотношения симов и сделать их естественнее, отныне многие действия, например розыгрыш друга возымеют серьёзные последствия, чреватые например потерей доверия, которое сложнее будет восполнить дружелюбными взаимодействиями. На этом этапе разработчики пришли к идее прописать сексуальную ориентацию симов, позволяя впервые создавать гетеросексуалов или гомосексуалов помимо бисексуалов. Эта функция стала частью бесплатного обновления, вышедшего за день до релиза дополнения. Добавленные с дополнением черты характера проработаны значительно глубже, чем остальные черты из игры, например «Неловкий в общении». С этой чертой симам сложнее общаться и осваивать навыки, но они испытывают сильные положительные эмоции, преодолевая проблемы. Над этой чертой работала Анна Мачата, объясняя что с помощью этой черты, она хотела повысить осведомлённость о нейроразнообразии, позволить людям с психологическими проблемами играть за самих себя и побудить остальных игроков к большему сочувствию к людям с психическими расстройствами. 
Вместе с дополнением разработчики подготовили бесплатное обновление, добавляющее в базовую версию The Sims 4 изогнутые стены с изогнутыми окнами, волосы на теле/рост бороды, систему желаний и страхов, похожую на таковую в The Sims 2, и возможность задавать сексуальную ориентацию у персонажей, создавая гетеросексуалов, гомосексуалов и асексуалов помимо бисексуалов.

### Мода
Хотя у разработчиков вместе с очередным дополнением есть традиция добавлять коллекцию мебели и одежды в определённом стиле, в «Старшей Школе» нет единого стиля, эти предметы просто отражают модные веяния, да и в целом при разработке дополнения, разработчики старались отразить увлечения и тренды подростков-«зумеров». Команда хотела добавить обширную коллекцию модной и красивой мебели в самых разнообразных стилях, что соответствовало теме дополнения — возможность самовыражения подростка через оформление его комнаты. Однако эта мебель подойдёт и для взрослых симов.
Команда так же сотрудничала с домом моды Depop, чьи основные покупатели приходятся на поколение Z. Создание модной одежды вписывалось в тематику дополнения. Стив Дул, бренд-директор дома моды заметил, что для Depop — это честь появиться в The Sims 4, учитывая что по мнению Дула граница между реальной и виртуальной модой всё больше стирается. Добавленная в игру коллекция одежды была создана дизайнерами от Depop — Беллой Макфадден (iGirl), Лапозой Мактрибуи (Sooki Sooki Vintage), Селеной Уильямс (Selenas Shop) и другими. Каждый дизайнер создал по три предмета одежды или аксессуара в разных стилях, в том числе винтажном. Дизайнеры были выбраны из разных стран, чтобы подчеркнуть глобальную репрезентацию дома моды. Чтобы не допустить проблем с правами на интеллектуальную собственность, дизайнеры старались создать достаточно оригинальные костюмы, чтобы они случайно не оказались слишком похожими на одежду от других брендов. Depop не раскрыли подробности контракта с EA Games, но заметили, что появление их одежды в The Sims 4 станет хорошей рекламной кампанией. Комиссионный магазин и возможность продавать наряды также были введены в рамках сотрудничества. Ведущий продюсер Джордж Пигула заметил, что мода — это один из ключевых способов самовыражения подростка и формирования его личности в такое не простое для него время.

## Анонс и выход
Впервые слухи о тематике дополнения, связанного со старшей школой стали распространяться в начале июня 2022 года после информационной утечки названия дополнения и его предполагаемой даты выхода. Официальный анонс дополнения состоялся 30 июня и в этот день был выпущен трейлер. EA Games также объявили о сотрудничестве с домом моды Depop, чья одежда была добавлена в дополнение. Реакция игрового сообщества на анонс в целом была крайне положительной, в том числе и потому, что создавалось впечатление, что разработчики в целом пренебрежительно относились к возрастной стадии подростка. Редакция Screen Rant отметила, что дополнение наконец то за 22 года исполнит мечту игроков увидеть школу в The Sims, которая всегда была «кроличьей норой». Представитель CNET заявил, что Старшая Школа выглядит самым амбициозным дополнением к The Sims 4. Дополнение вышло 28 июля 2022 года на ПК и игровых приставках PS5, PS4, Xbox Series X/S и Xbox One.
Реакция на выход дополнения была неоднозначной, с одной стороны игроки и пресса хвалили «Старшую Школу» за её тему и обилие игрового материала по меркам дополнений к The Sims 4, с другой стороны вышедшее за день релиза обновление привнесло в игру множество критических внутриигровых ошибок, самые очевидные из которых — желание симов вступать в инцестуальные отношения и их преждевременное старение. Этой новостью заинтересовались представители российской госдумы, предложив полностью запретить The Sims 4 на территории России, под предлогом навязывания российским детям «чуждых» западных ценностей. Вышеописанные ошибки были исправлены вместе с другим обновлением, вышедшим через неделю. Тем не менее впечатление от самого дополнения также было испорчено многочисленными ошибками. Споры вокруг этого подогрел факт того, что дополнение тестировали всего шесть человек, что во много раз меньше, чем при тестировании других дополнений перед их выходом.

## Музыка

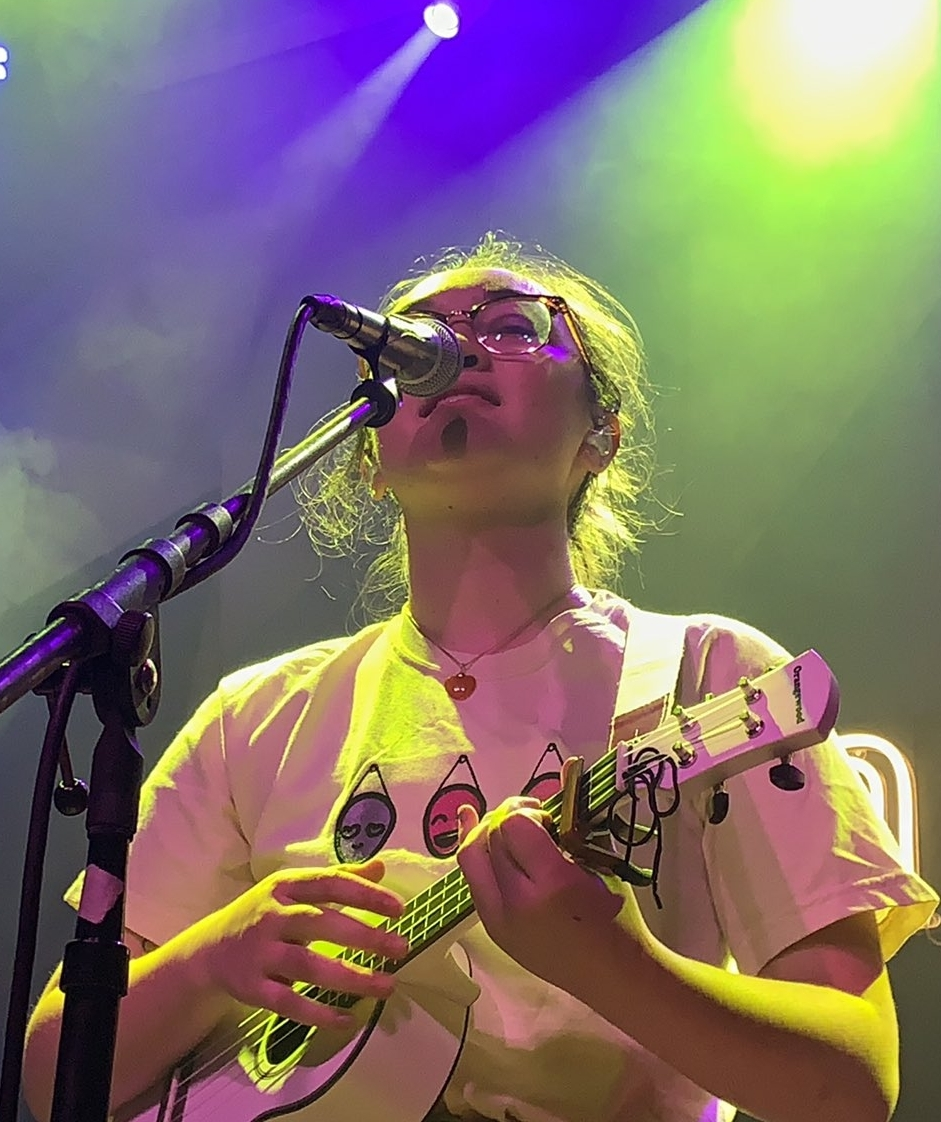
Для дополнения свои песни на симлише перезаписывали певцы, в том числе Mxmtoon

Для дополнения свои песни на симлише перезаписали певцы, среди которых например американская инди-поп певица mxmtoon. Раннее она в 2019 году уже перезаписывала другую песню «Prom Dress» для игры. Певица призналась, что она фанатка The Sims 4 и играла в игру более 1000 часов, особенно во время пандемии коронавируса. Она призналась, что The Sims помогла изучить певице изучить свою идентичность, в том числе и обнаружить своё влечение к женщинам.
| №  | Название                               | Автор(ы)        | жанр/звучит в? | Длительность |
| -- | -------------------------------------- | --------------- | -------------- | ------------ |
| 1. | «sad disco»                            | mxmtoon         | инди-рок       | 3:04         |
| 2. | «Schotgun»                             | Soccer Mommy    | инди-рок       | 4:08         |
| 3. | «Ruby»                                 | Hovvdy          | инди-рок       | 3:04         |
| 4. | «Ragboll»                              | poutyface       | инди-рок       | 3:20         |
| 5. | «Entropy»                              | Beach Bunny     | инди-рок       | 3:43         |
| 6. | «Dirtbag Transformation (Still Dirty)» | Horsegirl       | инди-рок       | 3:04         |
| 7. | «Cosigns»                              | Bartees Strange | инди-рок       | 2:35         |
| 8. | «corook»                               | sims            | инди-рок       | 2:42         |
| 9. | «Contraband»                           | eee gee         | инди-рок       | 3:19         |

## Критика
| Сводный рейтинг    | Сводный рейтинг |
| Агрегатор          | Оценка          |
| ------------------ | --------------- |
| Metacritic         | 74/100          |
| Иноязычные издания |                 |
| Издание            | Оценка          |
| IGN                | 9/10            |
| GameSpew           | [ 54 ]          |
| Screen Rant        | [ 55 ]          |
| Dexerto            | 6,5/10          |
| GamesHub           | [ 56 ]          |
| Gfinity            | 6/10            |

Дополнение в целом получило смешанные оценки со стороны игровых критиков, средняя оценка по версии агрегатора Metacritic составила 74 балла из 100 возможных. Эта одна из самых худших оценок дополнения к The Sims 4. 
Негативная критика была в основном связана с обилием в дополнении кроличьих нор и скрытых для глаз игрока мероприятий. Представительница сайта Polygon заметила, что «Старшая Школа» является важным дополнением для игроков The Sims 4, любящих «семейный геймплей» — играть за виртуальные семьи. Этот тот тип дополнения, который расширяет базовый игровой процесс, однако оно далеко не ощущается таким масштабным, как «Загородная жизнь», «Кошки и Собаки» или «Времена Года». Это дополнение также оценят игроки, любящие нововведения, имитирующие повседневную жизнь.
«Старшую Школу» хвалили прежде всего за то, что она отлично справляется с задачей расширить игровой процесс, связанный с подростками. Представленные жизненные цели позволяют самыми разными способами отыгрывать за подростка, будь то стремление к славе, знаниям или подростковый бунт. Наряду с введённой системой желаний и страхов это позволяет отыгрывать взлёты и падения жизни подростка. По мнению представительницы Screenrant, дополнение действительно преуспевает, когда дело касается формирования личности подростков-симов, позволяя запечатлеть подростковые моменты, такие как приглашение любви на выпускной или разгоревшаяся драма в интернете. «Школьной жизни» наконец то удалось предать подросткам больше личностной глубины, учитывая что эта жизненная стадия была слишком похожа на взрослых симов.
Социальная сеть также идеально подходят для игры за подростка. Рецензент Gfinity с сарказмом заметил, что «Кролик общения» как и настоящая социальная сеть быстро вызывает привыкание. Представитель Dexerto назвал это нововведение впечатляющим только на первый взгляд, однако через какое то время игрок всё чаще будет замечать повторяющиеся тексты и это раздражает.

### Школа
Игровой процесс, связанный со школой в целом получил смешанные оценки. Часть критиков выразили восхищение возможностью наблюдать за процессом учёбы своих симов, учитывая что на протяжении многих лет, игроки наблюдали, как дети их симов каждый день «исчезали» за стенами своих школ. По мнению критика Gamespew, дополнение лишь подтверждает, что игровой процесс потенциально можно бесконечно дополнять. Рецензентка Screenrant утверждала, что дополнению удалось достоверно передать школьную жизнь, взаимодействие подростков, сопряженные проблемы, в том числе и буллинг, делая посещение школы непредсказуемым. Не менее восхищает тот факт, что игрок может настраивать вид школы или перестраивать её, особенно учитывая то, что базовая для дополнения школа слишком огромная, чтобы симы тратили слишком много времени на перемещении в ней и в итоге опаздывали на уроки. Несмотря на вышеописанное, школьный геймплей и подвергся критике. Рецензенты сошлись во мнении, что он недоделан и в целом слишком поверхностен. Например некоторые обозреватели выражали разочарование тем, что игрок не может выполнять какие либо действия во время самого урока, кроме как смирно сидеть за партой, хотя это такой потенциал для геймплея, например возможность передавать заметки, спать на уроке или стать классным клоуном, этот недостаток даже не могут компенсировать всплывающие окна с вариантами ответов.  В итоге игроку начнут быстро приедаться повторяющиеся действия в школе.
Также критики были разочарованы тем, что значительная часть школьных мероприятий оказалась сокрытой, речь идёт о внеклассных мероприятиях, клубах.  особенно разочаровывает футбол. Игра прямо дразнит наличием огромного футбольного поля у школы, а в реальности «футбол» представляет собой перекидывание друг другу меча на отведённых декоративных ковриках.
Часть критиков жаловались на внутриигровые ошибки, которые сильно портят общее впечатление от игры. Например было замечено, что симы могут внезапно прекращать нужные действия, например сдавать экзамен, в итоге проваливая его. Также персонажи могут посреди события покидать участок, или игра не позволяет открывать инвентарь. Представитель Gfinty указал на курьёзный случай, когда учитель умер посреди урока и все ученики в классе были наказаны за «срыв урока» не по своей вине. Наоборот рецензент IGN назвал дополнение в целом работающим на фоне катастрофического релиза «Свадебных историях».

### Игровой мир и предметы
Рецензенты однозначно похвалили введённую коллекцию предметов. По мнению рецензентки Polygon, даже если игроку не интересна школьная жизнь, его впечатлит коллекция одежды и предметов. Добавленную мебель критик назвала лучшей, что она когда либо раньше видела в дополнениях. Введённая коллекция мебели впечатляют своим разнообразием стилей, позволяя создать комнату для подростков, как его убежище, где он может самовыражаться, это может быть как и рокерский стиль, так и комната, выдержанная в гик-тематике.
Рецензенты также похвалили коллекцию модной одежды, которая явно выдержана в стиле конца 1990-х и начала 2000-х годов. Эта одежда также отлично подойдёт взрослым симам. Некоторые критики назвали геймплей, связанный с модой лучшей частью дополнения. Представленная коллекция одежды позволит создать подростка со своими специфическими вкусами. Представитель IGN похвалил комиссионный магазин, назвав это ностальгическим возвратом к The Sims 2, где для обновления гардероба требовалось покупать одежду в общественных магазинах.
Оценка городка Коппердейла была смешанной. Критики хвалили его внешний вид и красивые пейзажи. Он определённо подойдёт для встреч. По мнению представительницы Screenrant, в этом городке царит атмосфера типичной сельской Америки. Рецензент Dexerto назвал Коппердейл воплощением образа идеального американского городка из «Ривердейла», «Девочек Гилмор», «Дневников Вампира» или «Милых обманщиц». Однако критики были разочарованы представленным парком аттракционов, который представляет собой серию кроличьих нор, фактически на этом участке ничего нельзя сделать, кроме как купить еду в киоске, да и в целом городок ощущается пустым из-за обилия декоративных элементов, с которыми нельзя взаимодействовать..